# Mellicta turiniensis
Mellicta turiniensis är en fjärilsart som beskrevs av Félix Dujardin 1948. Mellicta turiniensis ingår i släktet Mellicta och familjen praktfjärilar. Inga underarter finns listade i Catalogue of Life.